# Hemelvaart (personen in de Bijbel)

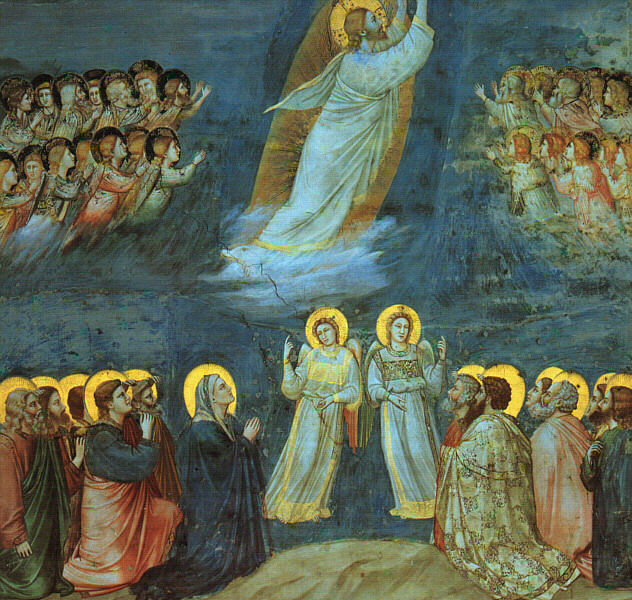
Verbeelding van Jezus' hemelvaart door Giotto di Bondone

In zowel de Hebreeuwse Bijbel als in het Nieuwe Testament wordt gesproken over personen die een hemelvaart meemaakten. De meest bekende van de personen die naar de hemel opstegen of werden gevoerd, is Jezus.

## Hebreeuwse Bijbel

### Henoch
In de lijst van aartsvaders (Genesis 5) neemt Henoch een duidelijke uitzonderingspositie in. Er wordt van hem gezegd dat "hij wandelde met God", of in nauwe verbondenheid met God leefde. Hij werd "slechts" 365 jaar oud, wat weinig is vergeleken met de andere leeftijden vóór de Zondvloed. Er wordt gezegd dat toen hij 365 was "aan zijn leven ... een einde [kwam] doordat God hem wegnam".

### Mozes
In Deuteronomium 34 staat dat Mozes stierf en God hem begroef. In Judas 9 worden hierover de apocriefe boeken Eerste boek van Henoch en Hemelvaart van Mozes geciteerd, waarin de aartsengel Michaël met de duivel om het lichaam van Mozes twistte.

### Elia

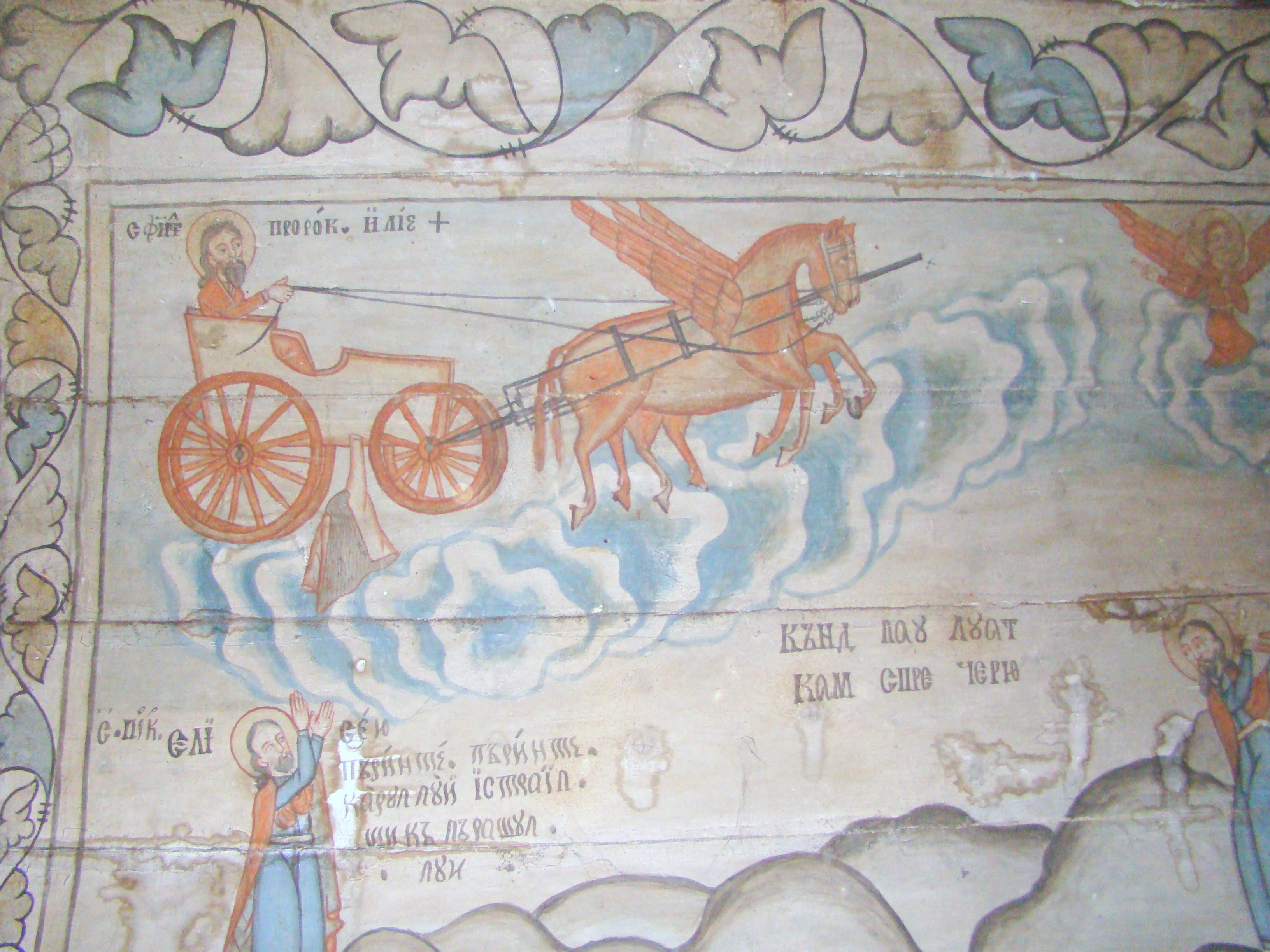
De hemelvaart van Elia afgebeeld in de kerk van de heilige aartsengelen te Marmamures, Roemenië

In 2 Koningen 2:11 wordt beschreven hoe Elia door een vurige wagen naar de hemel werd gebracht. Zijn leerling Elisa was er getuige van. De profeet Maleachi belooft dat Elia weer naar de aarde zal worden gezonden. De Joden plegen daarom tijdens de sederavond een extra bord op tafel te zetten en de deur open te laten, voor het geval dat Elia op dat moment bij hen komt.

## Nieuwe Testament

### Mozes en Elia
In het verhaal over de gedaanteverandering van Jezus verschijnen Mozes en Elia naast Jezus (Matteüs 17:1–8, Marcus 9:2–8, Lucas 9:28–36). Sinds de periode van de kerkvaders zijn er verschillende opvattingen of Mozes en Elia uit de hemel waren neergedaald (en later nogmaals opstegen) of dat het een visioen betreft waarbij zij niet fysiek aanwezig waren.

### Abraham en de bedelaar Lazarus
In de gelijkenis van de rijke man en Lazarus wordt verteld over een bedelaar die stierf en door engelen werd weggedragen om aan Abrahams hart te rusten (Lucas 16:19-31). Deze passage is duidelijk allegorisch, maar tot zeker in de 19e eeuw werd dit verhaal geïnterpreteerd als zou Abraham in de hemel verblijven, vooral in contrast met de rijke man in de parabel, die kennelijk in de hel verbleef. Diverse kunstwerken beelden de hemelvaart van Lazarus af.

### Jezus
Twee evangeliën vertellen over Jezus' hemelvaart.
- Marcus 16:19  plaatst de hemelvaart direct na de laatste verschijning van de opgestane Jezus aan de elf apostelen: "Nadat hij dit tegen hen had gezegd, werd de Heer Jezus in de hemel opgenomen en nam hij plaats aan de rechterhand van God". Deze tekst is waarschijnlijk gebaseerd op de verhalen van Lucas.[bron?]
- In Lucas 24:51 ging Jezus, na zijn verschijning aan de leerlingen op de dag van de opstanding, met hen de stad uit tot bij Betanië. "Terwijl hij hen zegende, ging hij van hen heen en werd opgenomen in de hemel".

In Handelingen van de Apostelen 1:9-11, van dezelfde auteur als het evangelie volgens Lucas, wordt verteld dat Jezus na zijn opstanding voor de ogen van zijn apostelen werd "omhooggeheven en opgenomen in een wolk, zodat ze hem niet meer zagen." Twee mannen in witte gewaden verschenen (meestal geïnterpreteerd als engelen) en verklaarden dat Jezus in de hemel was opgenomen.
Jezus' hemelvaart of plaats in de hemel na zijn hemelvaart wordt ook op enkele andere plaatsen in het Nieuwe Testament genoemd (Handelingen 2:33a, 34a; Romeinen 10:6; Efeze 4:8-10; 1 Timoteüs 3:16b; 1 Petrus 3:22).

#### Chronologie
Tekstueel is er een tegenspraak tussen het tijdstip van de hemelvaart in de verhalen in Lucas (en Marcus 16:19) en Handelingen. In Lucas vindt de hemelvaart plaats op de dag van de opstanding, terwijl in Handelingen Jezus pas na negenendertig dagen in de hemel wordt opgenomen. Er zijn verschillende interpretaties van dit verschil:
1. In de traditionele exegese harmoniseert men beide verhalen en neemt men aan dat tussen Lucas 24:49 en 24:50 stilzwijgend 40 dagen zijn verstreken.
2. In de historisch-kritische exegese laat men doorgaans de spanning staan. Sommige onderzoekers nemen aan dat Lucas met elk verhaal zijn eigen bedoeling had en nogal vrij met zijn stof omging.
3. Sommige uitleggers wijzen erop dat de 40 dagen in Handelingen niet slaan op de termijn tot de hemelvaart, maar op de periode van de verschijningen.[3] Aangezien Jezus met de opstanding al "in de glorie was binnengegaan" (Lucas 24:26), was hij niet meer gebonden aan het ruimtetijd kader van het aardse universum maar was de tijdloze eeuwigheid van God binnengetreden, vonden die verschijningen vanuit de hemel plaats. Handelingen 1:4-14 vindt dan ook plaats op de opstandingsdag.

#### Interpretatie
Volgens de traditionele uitleg in het christelijke geloof ging Jezus terug naar de hemel om te zitten aan de rechterhand van God de Vader. Daarmee wordt uitgedrukt dat Christus de wereld meeregeert. Christus is dus op mens en wereld betrokken, vanuit de hemel naar de aarde. Maar er is ook de beweging andersom: Christus is ook de hogepriester die de zaak van de mensen bij God bepleit. Jezus' hemelvaart maakte de weg vrij voor de uitstorting van de Heilige Geest, wat herdacht wordt op Pinksteren. Bovendien zal Jezus bij de wederkomst terugkomen naar de aarde, om het Laatste Oordeel uit te voeren.
In de christelijke traditie wordt verschillend gedacht over de precieze voorstelling van zaken bij de hemelvaart. Overheersend is de opvatting van onder anderen Augustinus dat de hemel een ruimtelijk begrip is en Jezus dus met zijn lichaam daarnaartoe is gegaan. Luther dacht er anders over. De hemel waar Christus naartoe ging zou geen ruimte zijn, waarin hij "opgesloten" zou zitten, maar hij is lichamelijk alomtegenwoordig geworden. Na de opstanding had Jezus immers een "verheerlijkt lichaam". Deze opvatting is ook te vinden in de avondmaalsopvatting van Luther: Christus is óók in brood en wijn (consubstantiatie).
Zwingli en Calvijn volgden Augustinus in de mening dat het lichaam van Christus ruimtelijk naar de hemel is gegaan. En als Christus daar is, kan hij niet terug naar het vergankelijke. Zijn tegenwoordigheid bij de gelovigen moet dan in geestelijke zin worden opgevat, evenals in het brood en de wijn van het avondmaal. Beiden zijn van mening dat de hemelvaart niet betekent dat Christus weg is, ook al is hij uit zicht van de discipelen geraakt. De wijze waarop Christus onder en in de mensen is, verschilt.
In de moderne theologie houdt men rekening met het feit dat de voorstelling van de hemelvaart behoort tot een verouderd wereldbeeld en slechts gebaseerd is op één auteur binnen het Nieuwe Testament. Men vat de viering van de hemelvaart dan op als de veraanschouwelijking van niet-aanschouwelijke uitspraken over de verhoging van Christus. Met de hemelvaart wordt dus een aspect van Pasen naar voren gehaald.

#### Belijdenisgeschriften
Reeds uit geschriften van de Apostolische Vaders blijkt het geloof aan de hemelvaart van Jezus (Polycarpus van Smyrna, Justinus de Martelaar en Irenaeus van Lyon). In de geloofsformules van Nicea (325) en van Constantinopel (381) wordt de hemelvaart van Jezus vermeld.

### Paulus
Paulus spreekt over "een volgeling van Christus" die werd weggevoerd naar de "derde hemel", het paradijs, waar hij "woorden hoorde die door geen mens mogen worden uitgesproken" (1 Korintiërs 12:2-4). Over het algemeen wordt op basis van de rest van de passage aangenomen dat Paulus het hier over zichzelf had (met name o.b.v. 2 Korintiërs 12:7).

## Traditie

### Maria

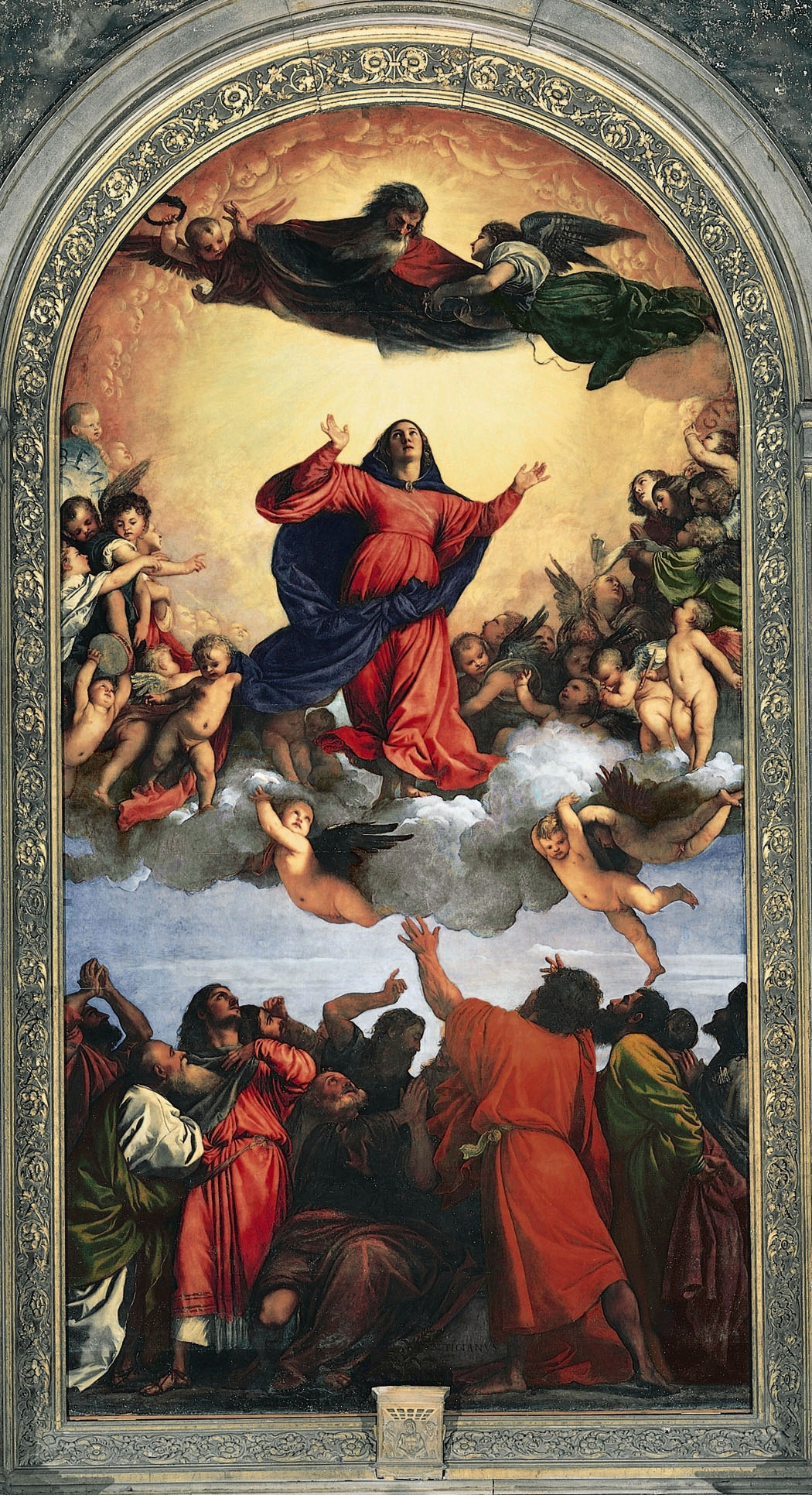
Maria Tenhemelopneming door Titiaan

Volgens een vroegchristelijke traditie, die nu nog gevolgd wordt in de Rooms-Katholieke Kerk, is Maria, de moeder van Jezus, na haar dood met lichaam en ziel in de hemel opgenomen. Deze Maria-Tenhemelopneming wordt op 15 augustus gevierd.
De oosters orthodoxe kerken geloven weliswaar dat Maria, de "Moeder Gods", lichamelijk is opgevaren naar de hemel, maar kennen geen dogma over een lichamelijke tenhemelopneming van haar. In hun kerkelijke traditie van de Oosterse orthodoxie spreekt men vooral over het "Ontslapen van de Moeder Gods". Dit wordt op 14 augustus gevierd als een "voorfeest" en de "naviering" ervan duurt tot 23 augustus. Vanwege het uiteenlopen van de juliaanse kalender en gregoriaanse kalender wordt het voorfeest in de Russisch-orthodoxe Kerk gevierd op 28 augustus.

## Trivia
In het lied Go like Elijah schrijft en zingt Chi Coltrane dat ze net als Elia ten hemel wil varen, in plaats van een begrafenis, waar iedereen zonder hoed in de regen staat.